# علند شائع
العَلَنْد المألوف هو ظبي كبير الجثّة يسكن السهوب والسافانا في أفريقيا الشرقية والجنوبية. يَصِلُ ارتفاع كتف ذكر العلند البالغ إلى نحو 1.6 مترًا ووزنه الأقصى إلى 942 كيلوغرامًا، ويتراوح عادةً بين 500 إلى 600 كيلوغرام، وأما الأنثى البالغة فارتفاعها نحو 1.4 مترًا ويتراوح وزنها بين 340 إلى 445 كيلوغرامًا. وبهذا فإن العلند المألوف هو ثاني أضخم أنواع الظباء عالميًا؛ فهو أصغر قليلًا من العلند العملاق.
العلند المألوف عاشبٌ ويتغذّى بالأساس على العشب وأوراق الشجر، وهو يُحِبُّ أن يسكن موئلًا فيه نباتات مزهرةٌ كثيرة الأنواع، مثل السافانا والغياض وأراضي العشب المنبسطة منها والجبلية، لكنه يتجنَّب الغابات الكثيفة، وهو يعيش في قطعانٍ قد يبلغ عددها 500 رأس، لكنها قطعانٌ رحَّالة ليست لها مناطق ثابتة. وهو يقطنُ حاليًا بلدان: أنغولا وجمهورية الكونغو الديمقراطية وإسواتيني وليسوثو وجنوب أفريقيا وناميبيا وبوتسوانا وموزمبيق وزامبيا وزمبابوي ومالاوي وراوندا وتنزانيا وكينيا وإثيوبيا، وقد انقرضَ من بوروندي. وأعداده في تناقصٍ مستمر، لكنه مُصنَّفٌ نوعًا غير مهدد حسب الاتحاد الدولي لحفظ الطبيعة.
يتواصَلُ العلند مع بني جنسه بنباحٍ مدوٍّ وبوضعيّة الجسد وتشمُّمٍ يُسمَّى: استجابة فليمن، فيُحذِّرُ الغَيْر من الخطر. ويصطاد الإنسان العلندَ طمعًا بجلوده ولحومه، وقد استُئْنِسَ في أفريقيا الجنوبية، وفي حليبه دهونٌ أكثر من حليب البقر ويدومُ لفترةٍ أطول بدون بسترة. وصفه علميًا بيتر سيمون بالاس في عام 1766.

## الوصف الجسدي
للعلند المألوف قرنٌ لولبيّ، ويختلفُ جنساه جسديًا، فالذكور أكبر من الإناث قليلًا. تَزِنُ الأنثى 300 إلى 600 كيلوغرام ويبلغ طولها ما بين 200 إلى 280 سنتيمترًا من الخطم إلى طرف الذيل وارتفاع كتفها من 125 إلى 153 سنتيمترًا. وأما الذكر فيَزِنُ 400 إلى 942 كيلوغرامًا في أقصاه، ويتراوح طوله من 240 إلى 345 سنتيمترًا وارتفاع كتفه من 150 إلى 183 سنتيمترًا، وطول الذيل منفردًا 50 إلى 90 سنتيمترًا. وقد بلغ وزن العلند المألوف 1,000 كيلوغرامٍ في إحدى الحالات.

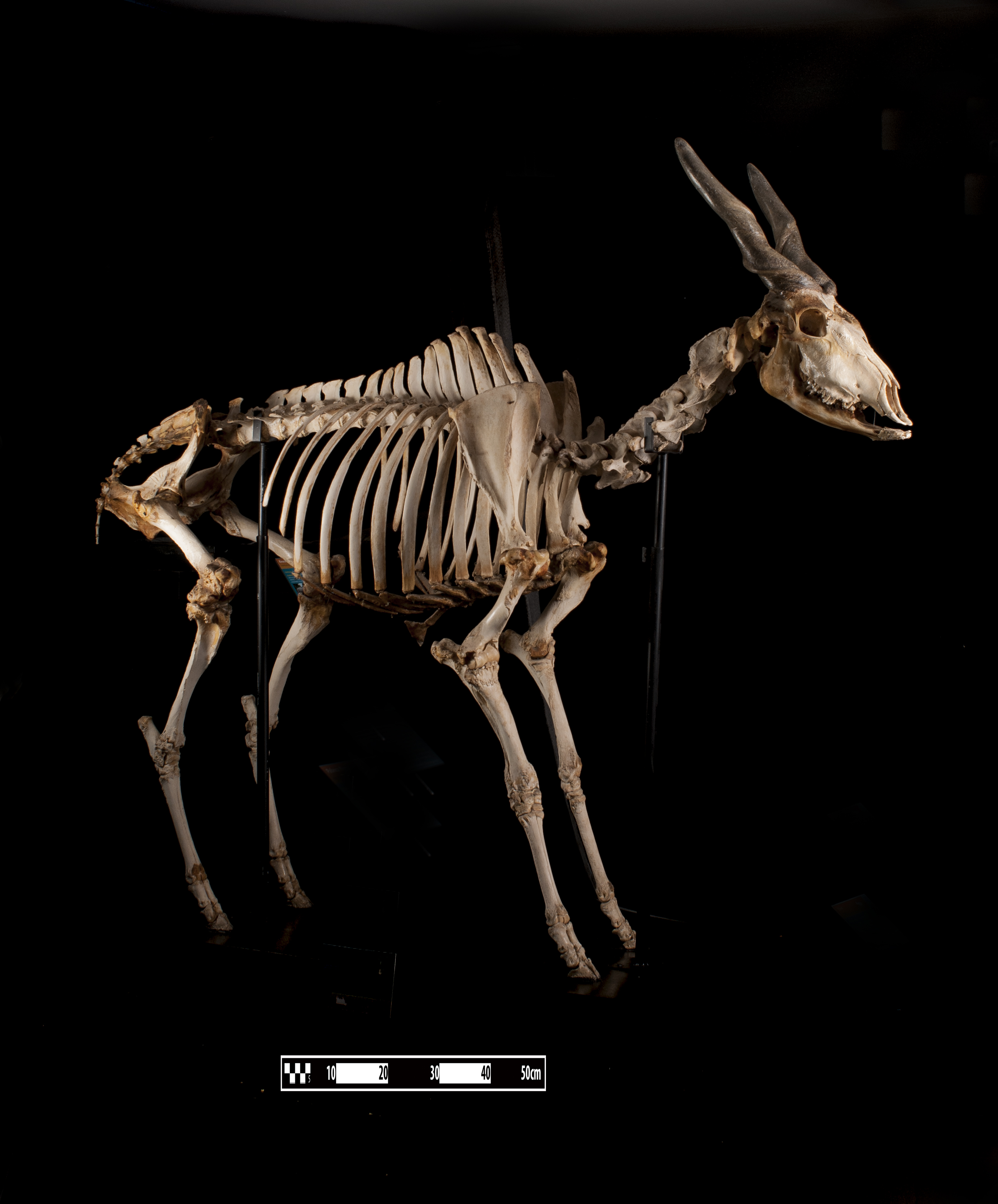
هيكل عظمي للعلند المألوف.

يختلف مظهر العلند حسب مكانه الجغرافي، فهو يتميَّز في الشطر الشمالي من انتشاره الجغرافي بعلامات مميّزة لا تظهر جنوبًا، مثل خطوط على البطن وبقع على السيقان وشرائط داكنة وعرفٍ على الظهر. وفرو العلند ناعمٌ ما عدا لُبْدةٍ خفيفة (شعر طويل مثل الأسد) عند العنق، والفراء أسمر في الإناث وداكنٌ في الذكور، وقد يتميز الذكور بخطوطٍ بيضاء عمودية على جانبي الجسد (خصوصًا في صحراء كارو وجنوب أفريقيا). وللذكر كذلك فرو كثيفٌ على جبهته وغبب كبيرٌ على حنجرته، ويشيبُ فراءه مع تقدّمه في العمر.
للإناث والذكور قرونٌ على حد السواء، ولكل قرن أخدودٌ لولبيٌّ فريد، وللعجول حديثي الولادة قرنان صغيران أشبهُ برعُمَيْن، وينموا هذا البرعمان إلى قرنين في ظرف سبعة شهور. وقرون الذكور أثخن وأقصر (43 إلى 66 سنتيمترًا) من قرون الإناث (51 إلى 69 سنتيمترًا)، ويتناطَحُ الذكور بقرونهم لإبعاد الخصوم في موسم الوداق والتزاوج، وأما الإناث فيحمينَ عجالهنَّ بقرونهنَّ من الحيوانات المفترسة.
العلند المألوف هو أبطأ أنواع الظباء كافّة، فسرعته القصوى لا تتعدى 40 كيلومترًا في الساعة ويبلغه الإجهاد منها سريعًا، لكنه قادرٌ على الخبب (تواتر حركة الساق اليمنى الأمامية مع اليسرى الخلفية والعكس) بسرعة 22 كيلومترًا في الساعة بلا توقف. ويسعُ العلند أن يقفز إلى ارتفاع 2.5 مترًا من وضعية الوقوف إن أَفْزَعهُ خطر، بل قد يصل ارتفاع قفزة العلند اليافع إلى ثلاثة أمتار.
يعيش العلند ما بين 15 إلى 20 عامًا في البرية، وقد يصل عمره 25 عامًا في الأسر. وتصدر عن قطعان العلند المألوف أصوات نَقْرٍ مدويَّة استغرقتِ الباحثين.، ولعلَّ السبب هو أن حوافر هذه الحيوانات تنشَطِرُ نصفَيْن تحت وطأة أوزانها الهائلة، ولذا فقد تُصْدِرُ حوافرها صوت النقرة هذا إثر انشطارها حينما يرفع العلند قدمهُ عن الأرض. ويتردَّد صدى هذا الصوت لمسافةٍ كبيرةٍ حول القطيع، ولذا فربّما له دورٌ بالتواصل بين هذه الكائنات.

## المورثات والتاريخ النشوئي

### المورثات

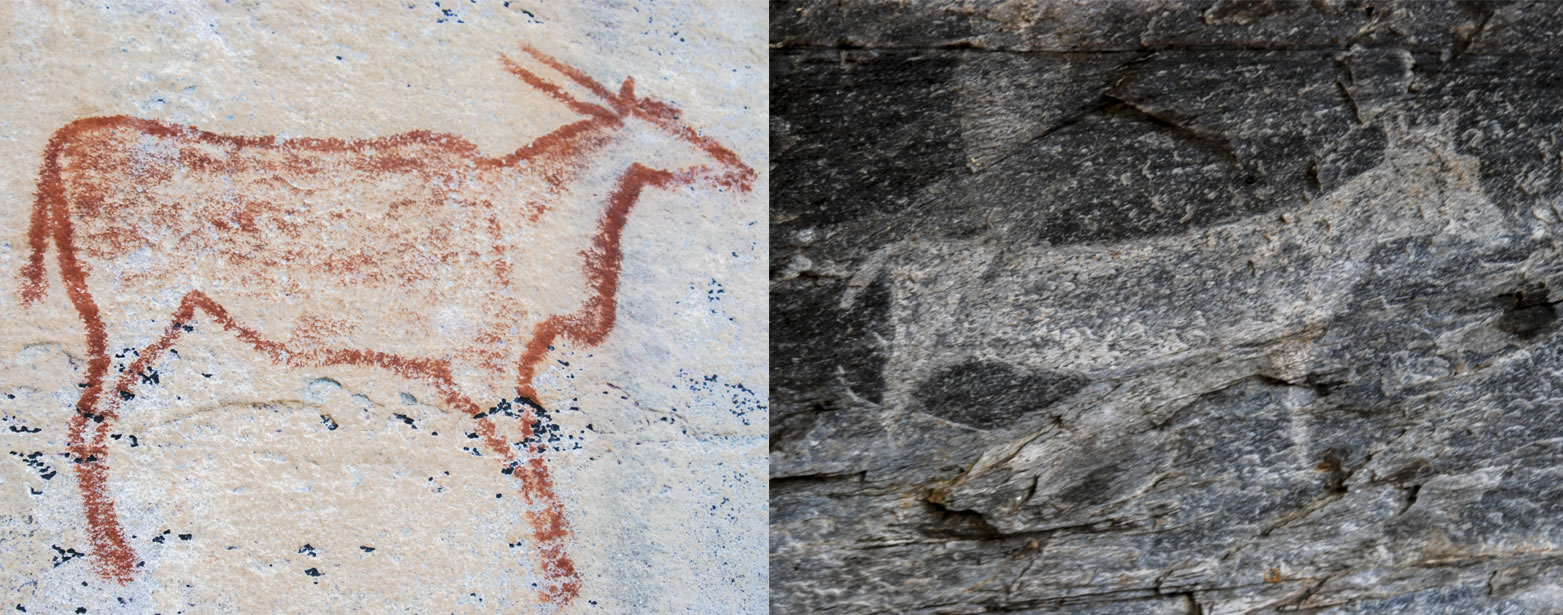
رسوم العلند بالطلاء الأحمر والأبيض في موقع تسوديلو بدولة بتوتسوانا.

للعلند الذكر 31 صبغي (كروموسوم) ضعفاني وللأنثى 32 صبغيًا، وقد انتقلَتْ صبغيّات الذكور إلى الذراع الصغرى للصبغي الجسمي. وتتناسَخُ الصبغيّات X والصبغيات Y متأخّرةً، وهي متغيّرةٌ ولا تتطابَقُ تمامًا. وتتشابَهُ مورثات العلند المألوف إجمالًا مع مورّثات المرامري الأكبر.
ذكر العلند المألوف قادرٌ على التزاوج مع أنثى المرامري الأكبر (أو: الكود الكبير)، فيولد لهما هجين ذكر صحيحٌ معافَى، لكن من غير المعروف ما لو عقيمًا أم لا. وقد سبقَ أن وُثِّقَتْ ولادة هذا الهجين إثرَ تزاوجٍ عَرَضيٍّ في حديقة سافاري ساندييغو بين العلند شرق الأفريقي والمرامري شرق الأفريقي، ربما بسبب انعدام ذكور المرامري في الحديقة، وفي هذه الحالة وُلِدَ الهجين عقيمًا، وقد توصَّلَتْ دراسةٌ وراثيةٌ عليه إلى غرابة التشابك بين صبغيات Y في هذا الهجين. وقد فَشِلَتْ محاولات تهجين ذكور العلند مع المواشي المستأنسة وأبقار الدرباني، ولكن الباحثين نجحوا بتسخير رحم العلند لتنشئة صغار البونغو.

### التاريخ النشوئي

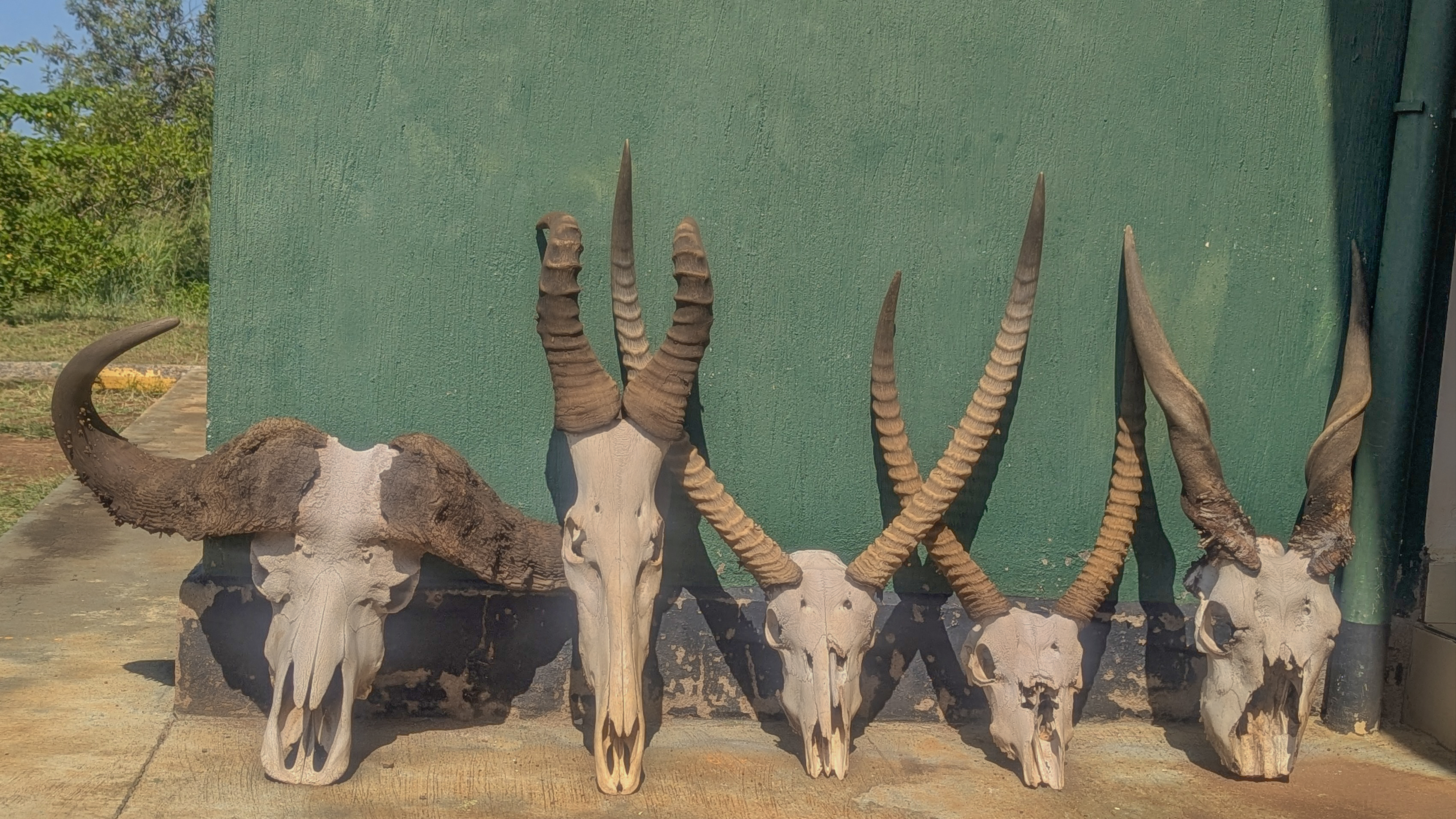
مجموعة من جماجم الظباء بما فيها لولبيات القرون، مثل العلند وأقاربه من الكودو وغيره.

ظهر أسلاف العلند المألوف من فصيلة البقريات قبل نحو 20 مليون عام في أفريقيا، وقد اكتُشِفَتْ أحافيره في أنحاء فرنسا وأفريقيا، وأكثرها في أفريقيا جنوب الصحراء. وأما لقبيلة المرامريات (وهي فصيلة عُلْيا تتضمَّن المرامري والعلند) فقد ظهرت قبل ستة ملايين عام في العصر الميوسيني المتأخر. وقد اكتُشِفَتْ مستحاثات سلفٍ منقرض للعلند من العصر الحديث الأقرب (البليستوسيني) في شمال تنزانيا، وأقدم أحفورةٍ معروفةٍ للعلند المألوف ترجع إلى العصر الهولوسيني (آخر 12,000 عامًا) وهي مكتشفةٌ في الجزائر.
نُشِرَتْ في عام 2010 دراسةٌ جينية تتقصَّى أصل العلند النشوئي بدراسة أحافير من شرق أفريقيا وجنوبها وبتحليل شظايا حمض نووي متقدري من 122 حيوان علند، وتشير نتائج هذه الدراسة إلى أن جمهرةً من العلند المألوف سكنت جنوب أفريقيا وفسيفساءً متناثرةً في شرقيها لأمدٍ طويل، ويظهر أن طفرةً كبيرةً في مورثاته وقعَتْ قبل نحو 200,000 عام بناءً على تشابهاتٍ في تواريخ تحوّر المورثات المدروسة.

## الانتشار والموئل

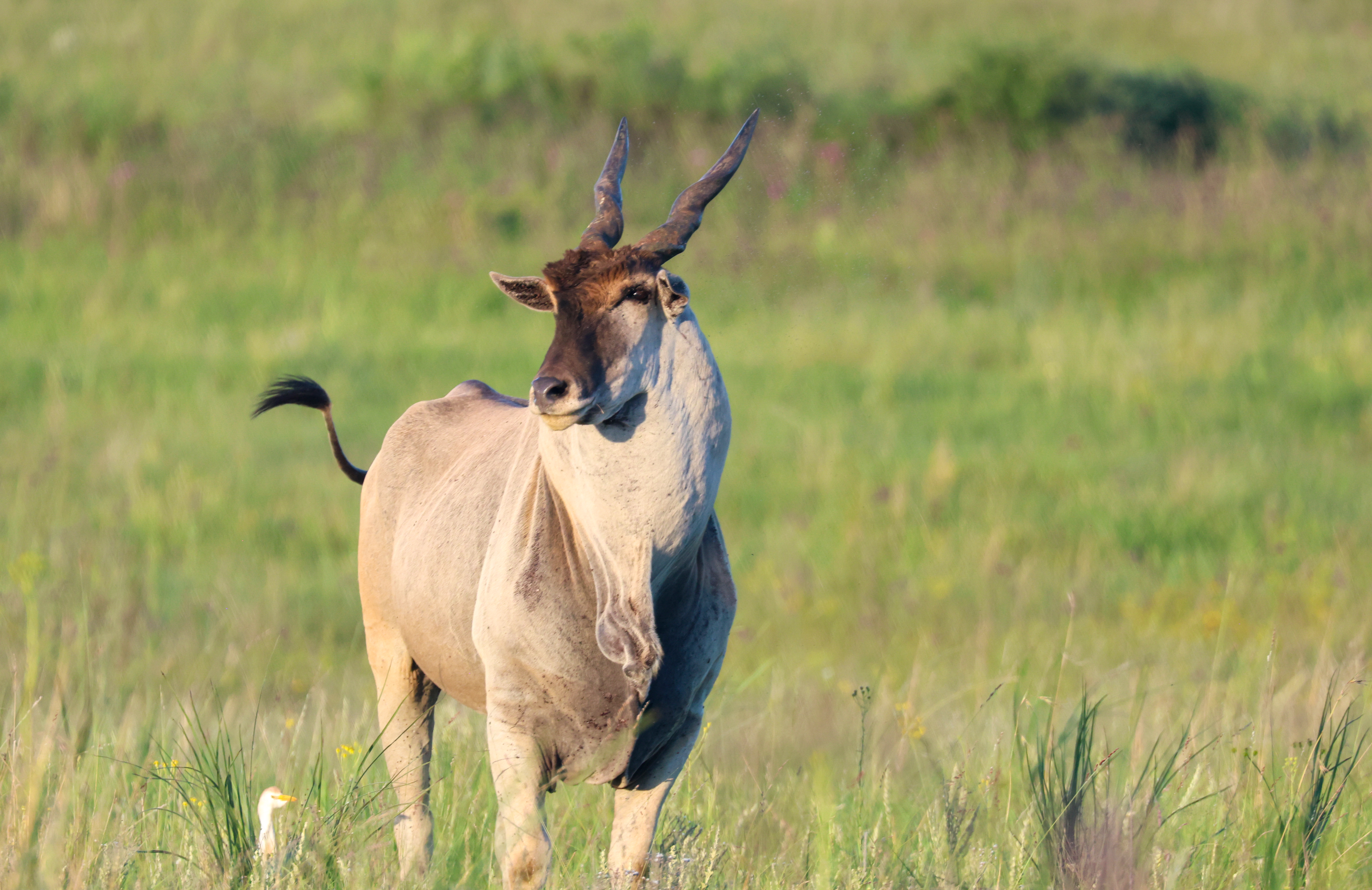
علند مألوف في محمية بجنوب أفريقيا.

يسكن العلند المألوف السهول المفتوحة في جنوب أفريقيا وعلى سفوح الهضبة جنوب الأفريقية، وتمتد رقعة انتشاره شمالًا إلى إثيوبيا ومعظم المناطق الجافة في جنوب السودان، وغربًا إلى شرق أنغولا وناميبيا. لكن أعداده قليلة الكثافة في معظم هذا النطاق الجغرافي نظرًا للصيد والامتداد العمراني الإنساني. وتجوب إناث العلند مساحةً تتراوح بين 200 إلى 400 كيلومتر مربَّع تعيش فيها، بينما يشغل الذكور والظباء اليافعون نحو 50 كيلومترًا.
يُحِبُّ العلند المناخ شبه الجاف والموائل الزاخرة بالجنيبات وأشباهها، ولذا فهو يقطن المروج العشبية والغياض والأحراش والجبال حتى ارتفاع 4,600 متر، لكنه يتجنَّب السكنى في الغابات الكثيفة والمستنقعات والصحارى. ومن أكثر أنواع النباتات في موائل العلند: السنط أو الأكاسيا والعسمة والبلسان والخرمال والنشم والسماق والزفيزف، وكثيرٌ من هذه هي جزءٌ من غذائه.
يقطن العلند المألوف متنزهاتٍ وطنية ومحميات طبيعية عديدة، منها: متنزه نيروبي الوطني ومتنزها تسافو الشرقي والغربي ومحمية ماساي مارا الوطنية (في كينيا)، ومتنزه سرنكتي الوطني ومتنزه رواها الوطني ومتنزه تانجارين الوطني ومنطقة نغورونغورو المحمية (في تنزانيا)، ومتنزه أكاغيرا الوطني (في راوندا)، ومتنزه نيكيا الوطني (في مالاوي)، ومتنزهَّا بحيرة إمبورو ووادي كيديبو الوطنيَّيْن (في أوغندا)، ومتنزه نهر لوانغوا الوطني وحديقة كافوي الوطنية (في زامبيا)، ومتنزَّها هوانج وماتوبو الوطنيَّيْن وسافاري تولي وملجأ العلند بجبال تشمانيماني (في زمبابوي)، ومتنزه كروغر الوطني ومتنزها كغالاغادي وقلعة العمالقة ومحمية سويكربورزراند (في جنوب أفريقيا).

## البيئة والسلوك

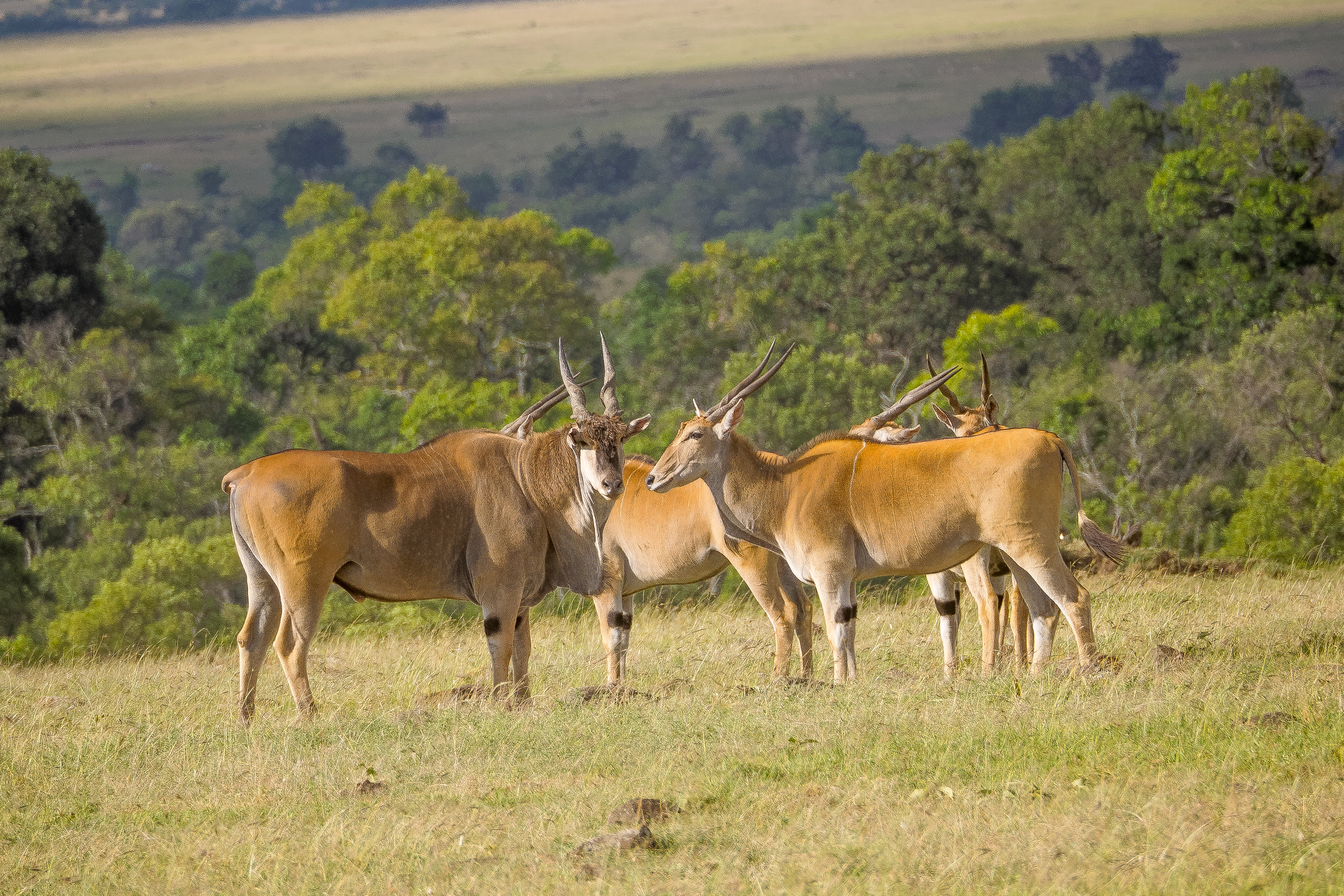
جماعةٌ من العلند في محمية ماساي مارا الوطنية.

العلند هو حيوانٌ رحَّالٌ يعيش متنقّلًا بحثًا عن المراعي، وهو شفقي يأكل عند الفجر والغسق، ويستريح في الظل وقت الحر أو في نور الشمس لو كان الجو باردًا. وعادةً ما ينضمُّ إلى قطيع يصل عدده إلى 500 رأس، فيبقى مع القطيع ساعاتٍ أو أيامًا أو شهورًا ثم يتركه أو يتنقَّل بين القطعان، وىُفضِّل الإناث والذكور اليافعونَ القطعان الكبيرة، وأما الذكور البالغون فيجتمعونَ معًا في زمرٍ صغيرة أو يتفرَّقون فرادى. وتكثرُ القطعان في موسم الوداق أو التزاوج، وجلّه في في موسم الأمطار. وكثيرًا ما تصاحِبُ أو تجاوِرُ قطعان العلند قطعانًا من حمير الزرد والظبي الأسمر والمها، خصوصًا في أفريقيا الجنوبية.

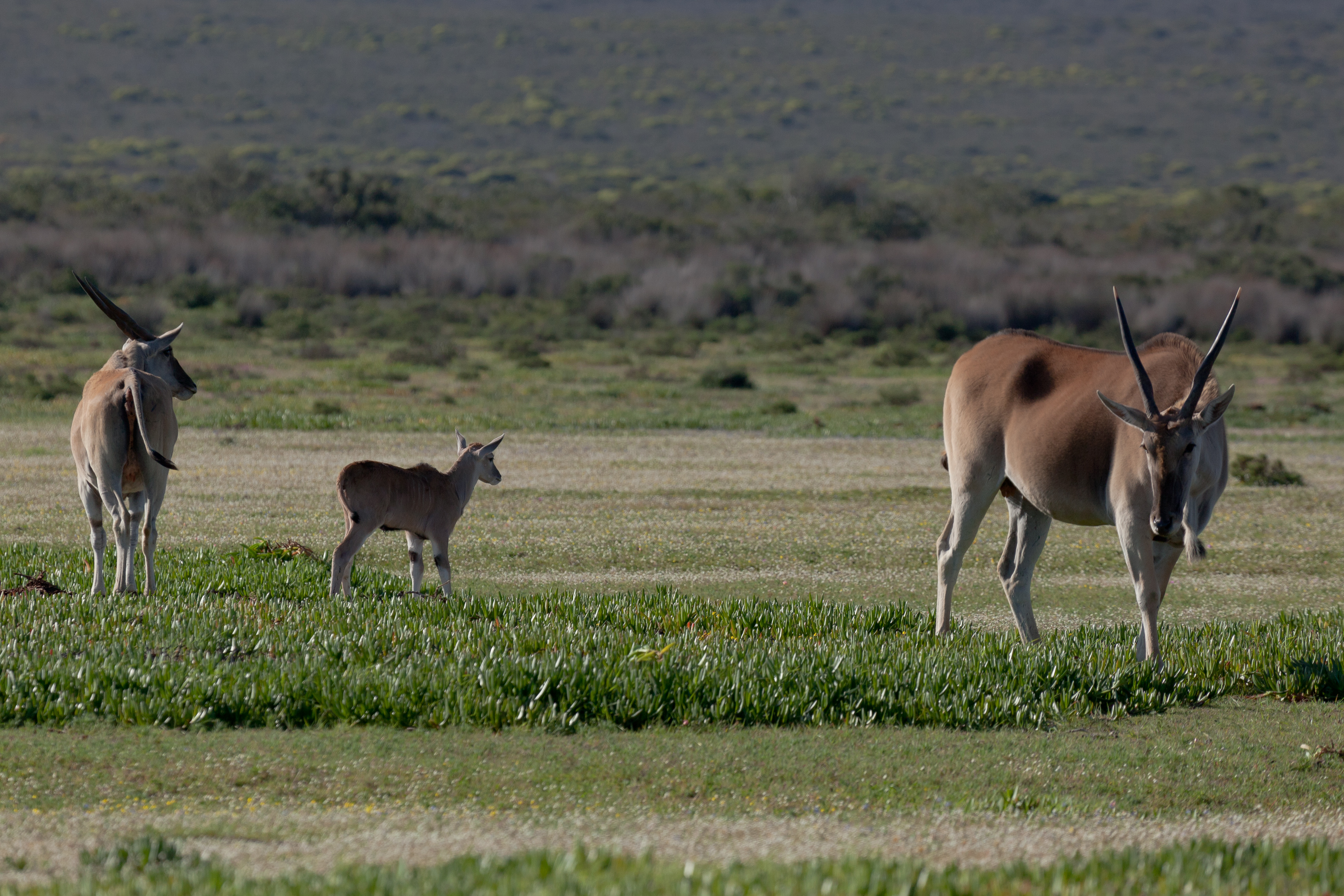
العلند في جنوب أفريقيا.

يتواصل العلند بالإيماءات الجسدية والصوت والروائح والاستعراض، وهو معروفٌ بوضعيّة تشمُّمٍ تُسمَّى: استجابة فليمن، وعادةً ما تبدرُ عن الذكور حينما يشمُّون رائحة بول أنثى أو أعضاءها التناسلية، إذ إن بول الأنثى يُعبِّرُ عن جاهزيتها للتكاثر في موسم الوداق، ويُعبِّر كذلك عن عدم جاهزيتها إن تربَّص بها الذكور وهي غير مستعدّة. ونبحُ ذكور العلند بصوتٍ مدوٍّ إن لاحظَتْ حيوانًا مفترسًا في الجوار، فيحذِّرُون بني جنسهم ويحاولون لفت انتباههم بالخبب والجري ذهابًا وإيابًا حتى يعي القطيع كافَّة الخطر المحدق به. ومن أخطر مفترسي العلند: الأسد والفهد والضبع الرقطاء والسمع أو الكلب البري، وغالبًا ما يستهدف المفترسون عجول العلند عوضًا عن البالغين.

### الغذاء

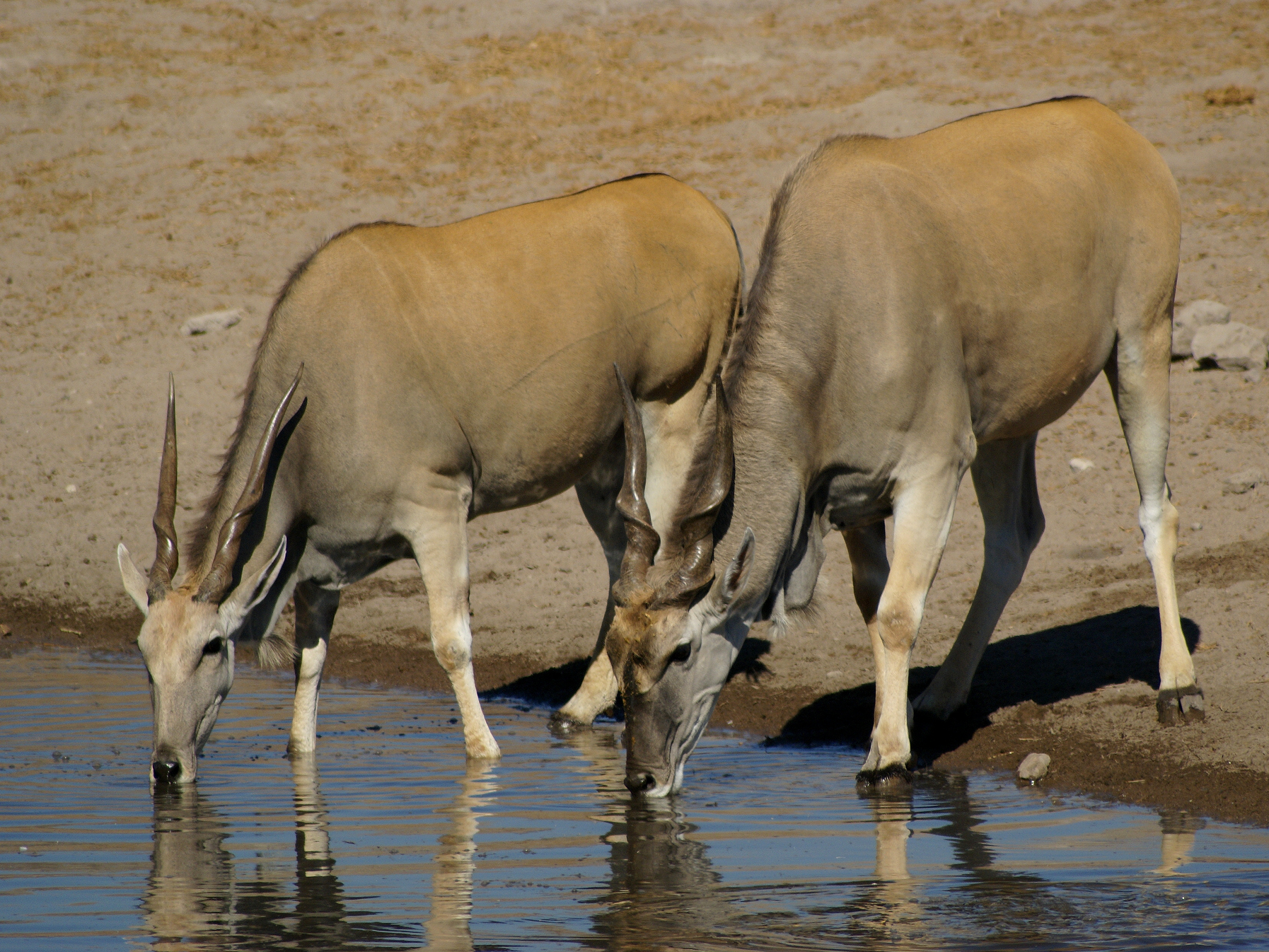
ظبيان من العلند يرشفان الماء في متنزه إيتوشا الوطني.

العلند حيوان عاشب يقتاتُ على أوراق الشجر في شهور الشتاء الجافة ويرعى العشب في موسم الأمطار، حينما يكثر العشب وترتفع قيمته الغذائية. ويحتاج العلند غذاءً غنيًا بالبروتين الذي يناله من أوراق النبات العصارية المزهرة، لكنه قد يتغذَّى على نباتات أقل تغذيةً حين الحاجة، مثل النبات العلقي وأوراق الشجر والأجمات والأعشاب والبذور والدرنات. ومن أنواع العشب التي يأكلها العلند ذيل الثعلب والثمد، ومن ثماره المحبّبة الإسطركن، وكلّما ازداد حجم العلند كلما ازدادت قدرته على الاكتفاء بنباتاتٍ أفقر بمحتواها الغذائي في موسم الجفاف. وهو يتغذَّى ليلًا في الطقس الحار وينام ساعاتٍ مطوَّلة نهارًا. وينال العلند معظم حاجته من الماء من طعامه، لكنه يشرب الماء حينما تسنح له الفرصة. ويتكيف العلند بسهولة مع تغيّرات الفصول والبيئة حوله، فيغيِّر عاداته الغذائية استجابةً لها. وقد يستعين بقرنيه في تكسير وإسقاط أغصان الشجر العصيَّة على بلوغها بفمه.

### التنظيم الحراري
يسعُ العلند المألوف أن يُنظِّم حرارته بطرقٍ عِدّة ليتأقلم مع تقلّبات الطقس في بيئته، فهو يشعر بتقلّبات الحرارة عبر مستشعراتٍ حسّاسة في جلده ويستجيب لها بزيادة أو تقليل التعرُّق الذي يُبرِّدُ به جسمه حينما يتبخَّر، وهو يبقي جلده أبرد من حرارة جسده الداخلية في الأيام المشمسة ليشعر بالراحة حتى ولو ظلَّت حرارة جسده نفسها. والعلند قادرٌ على صون ماء جسده بزيادة حرارة جسمه. وهو يتأقلم مع ارتفاع الحرارة باللهاث (إضافةً إلى التعرق)، ويسهل عليه التخلّص من الحرارة الزائدة بفضل فروه الخفيف الذي يعكسُ أشعة الشمس تحت الحمراء ولا يدفِّئ جسده أكثر من اللازم. ويعتقد الباحثون أن غببه (وهو رقعة جلد متدلّية من رقبته) يساعد كذلك في تنظيم حرارته، فرقعة الجلد هذه لها مساحة سطح واسعةٍ تزيدُ من كفاءة التنظيم الحراري كلّما كَبُرَ جسد العلند.

### الاجتماعيات والتكاثر

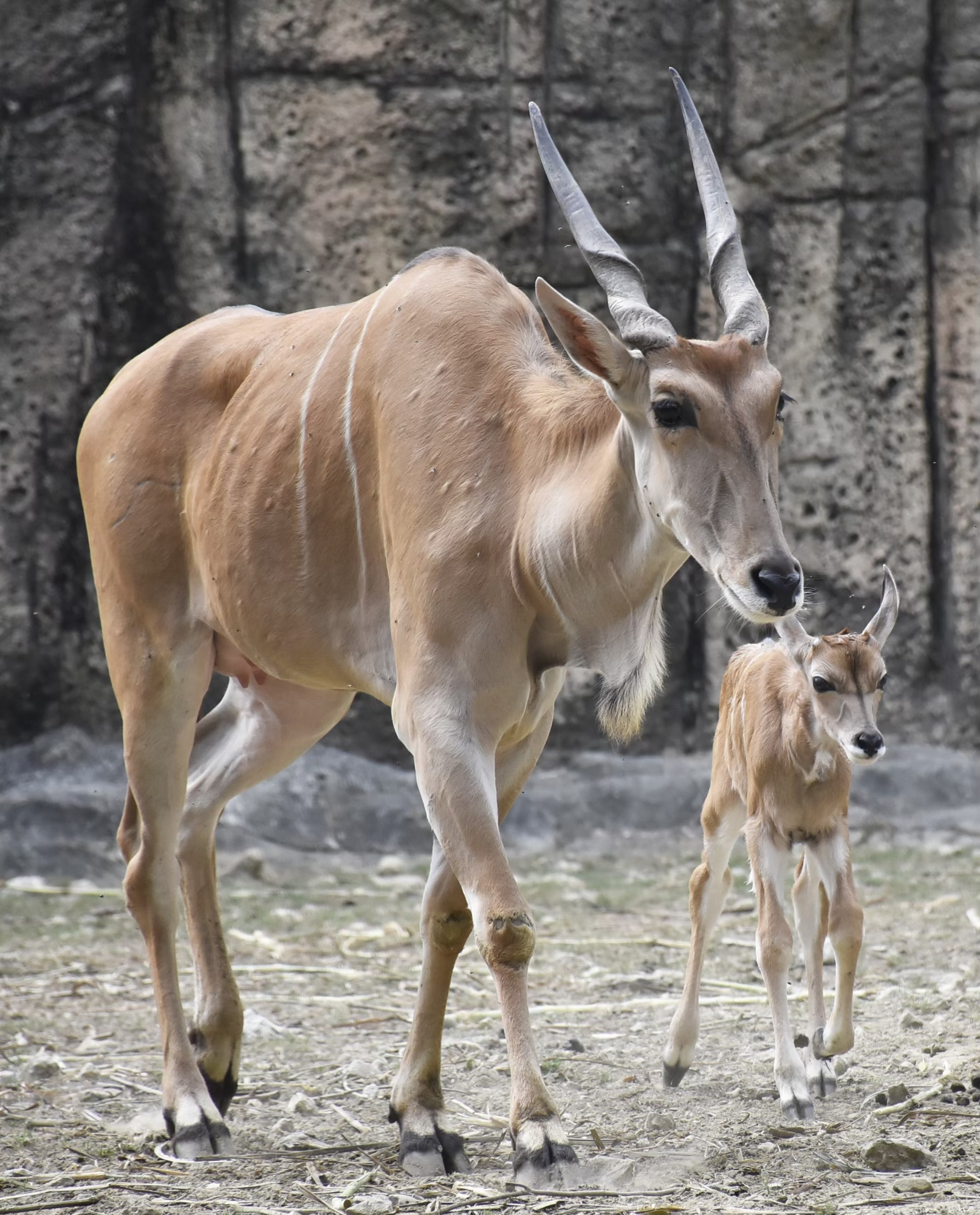
أنثى علند مع عجلها اليافع.

تجهز الأنثى للتكاثر في سنّ 15 إلى 36 شهرًا، وأما الذكور فيستغرقون أربع إلى خمس سنوات، والتزاوج ليس مقتصرًا على أي وقت من العام، لكنه يبلغ ذروته في موسم الأمطار، وهو في شهري يوليو وأغسطس غالبًا، وتستثنى من ذلك زامبيا فعادةً ما يولَدُ فيها العجول بمثل هذا الوقت. وبوادر التزاوج هي اجتماع قطيع من العلند في سهول خضراء نضرةٍ فيها عشبٌ وافر، فحينها يقترنُ بعض الذكور والإناث في أزواج لا يختلطون ببعضهم، وقد يطارد الذكر الأنثى أو يتشمَّم بولها ليختبر ما إن كانت جاهزةً للتكاثر، وعادةً ما تختارُ الأنثى الذكر المهيمن والأقوى قوامًا، وقد تتفادى أو تفرُّ من ذكرٍ يرغب بالتزاوج معها مما يؤدّي عادةً إلى جذب مزيدٍ من الذكور، فتنشبُ نزاعاتٌ بالقرون بين الذكور. وتسمح الأنثى للذكر -عادةً- بالتزاوج معها بعد ساعتين إلى أربع ساعات من تودّده، وغالبًا ما يلازمها الذكر بعدئذٍ خلال فترة التزاوج، وقد يتزاوج الذكر المهمين مع إناثٍ عِدّة. وتبلغ فترة حمل الأنثى تسعة شهور تَلِدُ بعدها عجلًا واحدًا لا غير.

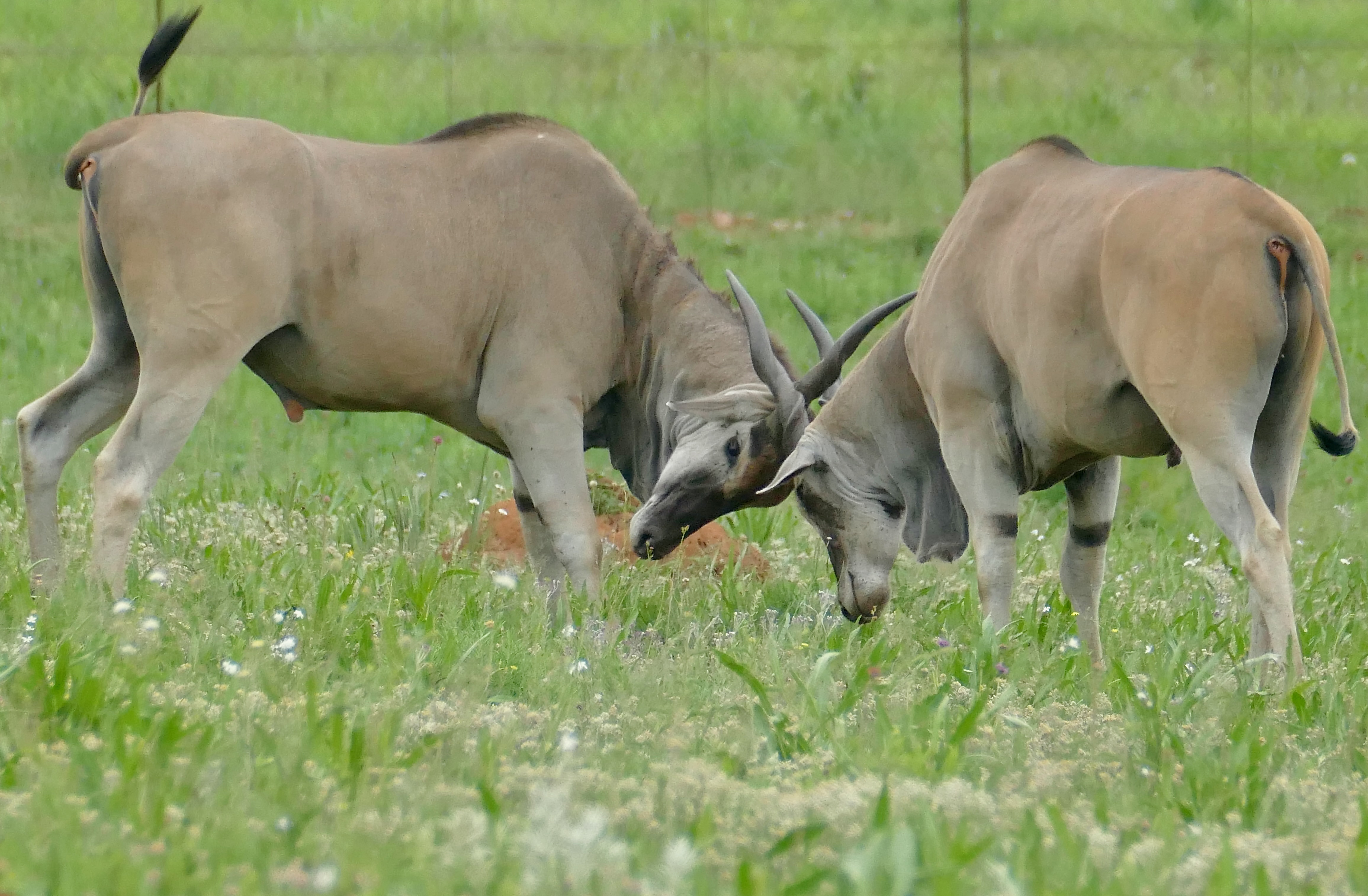
ذكرا علند يتناطحان بالقرون، وهو سلوك شائع في موسم التزاوج.

تتكتل قطعان العلند في جماعاتٍ حسب جنسها (ذكورًا أو إناثًا) وعمرها (يافعين أو بالغين)، وجماعات الذكور هي الأصغر، فهم يصاحبون بعضهم عن قربٍ ويبحثون معًا عن الماء والطعام، وأما قطعان الإناث فهي أكبر بكثيرٍ وتغطّي مساحات شاسعة، وتجوبُ هذه القطعان المروج العشبية في موسم الأمطار وتلجأُ إلى الأحراش في موسم الجفاف، وللإناث تراتبية اجتماعية معقّدة في هذه القطعان. وتتألَّف جماعات العجول اليافعين وأمهاتهم بوتيرةٍ طبيعية بعد ولادة الصغار، إذ تنضمُّ كل أم جديدةٍ إلى هذه الجماعة بعد نحو 24 ساعة من إنجاب عجلها، وتمتدُّ أواصر صداقةٍ بعدئذٍ بين العجول فيبقونَ معًا في هذه الجماعة حتى اشتداد عودهم، وأما الأمهات فيتركونهم ويعودون إلى قطيع الإناث فيما بعد. ولا يرحل العجول عن جماعة اليافعين إلا بعد عامَيْن على الأقل، فيلتحقون حينئذٍ بجماعة من الإناث أو الذكور.

### الأمراض والطفيليات
للعلند المألوف مناعةٌ ضد داء المثقبيات، وهو وباءٌ شائعٌ بين عواشب أفريقيا تنشره ذبابة تسي تسي، ولكنه عرضةٌ لداء الثيليريا الاستوائية التي ينقلها القراد مروحي الرأس، وهو سببٌ في الكثير من وفيات العلند. يُصَابُ العلند كذلك بمرض المطثية الشوفوية، ويستضيف جسده أنوعًا عديدةً من القُرَاد منها اليغموش ومروحية الرأس وغيرها. ويُنْتِجُ العلند طبيعيًا أجسامًا مضادة ضد البروسيلا، لكنه لا يستطيع مقاومة جراثيم ذات الرئة بأنواعها العديدة مثل ذات الرئة البقرية والوعلية المعدية، هما مرضان يصيبان البقريات والوعليات.

## العلاقة مع الإنسان

### حالة الحفظ

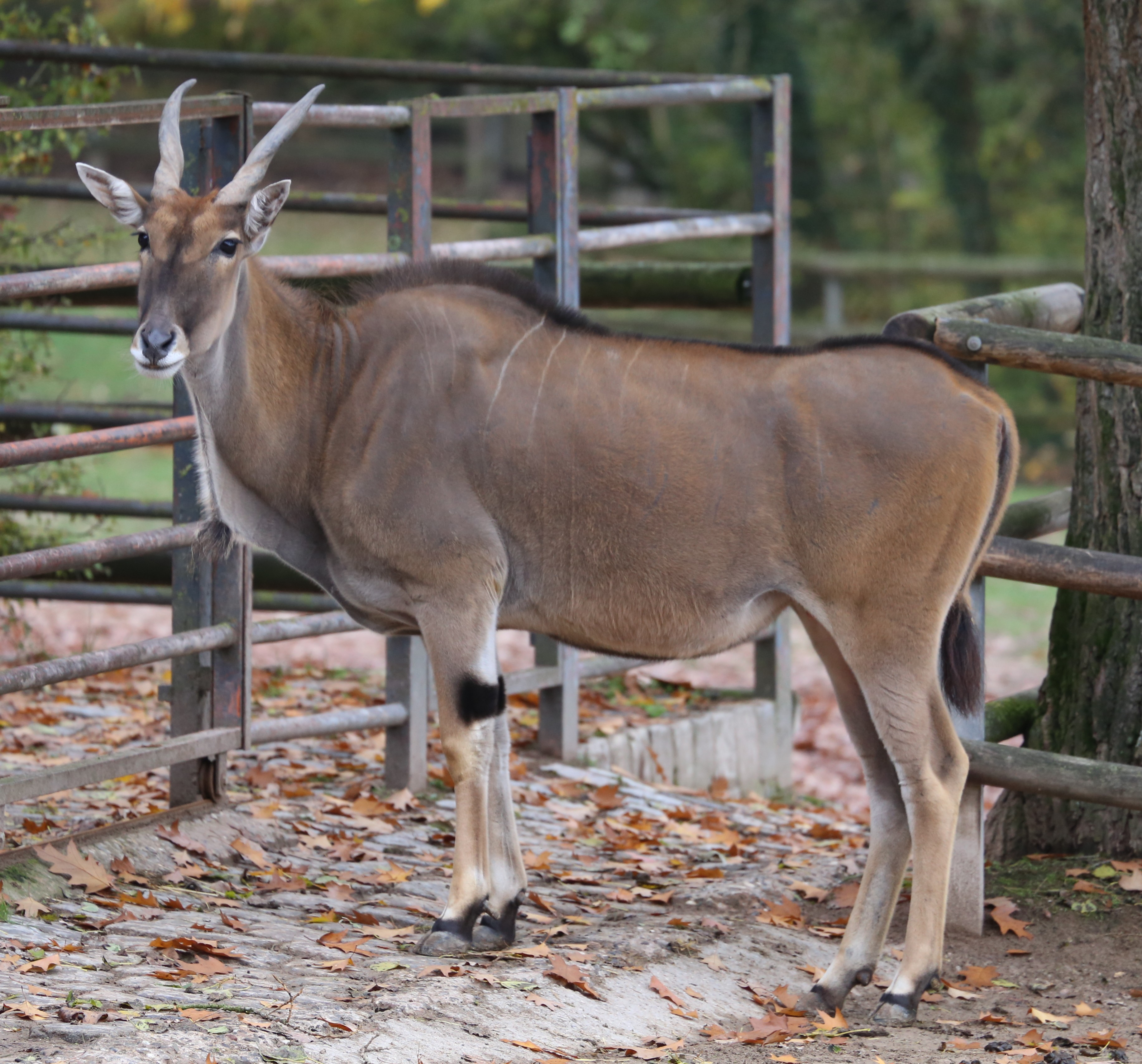
علند مألوف في حديقة حيوانات نورنبرغ.

العلند المألوف ليس مهددًا بخطر الانقراض حاليًا، وهو محميٌّ بموجب تشريع الولايات المتحدة للأنواع المهدّدة بالانقراض، وتُنظِّمُ الاتجار به معاهدة التجارة العالمية لأصناف الحيوان والنبات البري المهدد بالانقراض (سايتس). وقدَّرت دراسةٌ أجراها الاتحاد الدولي لحفظ الطبيعة لقائمته الحمراء أن عدده في البرية يبلغ 90,000 إلى 110,000 علندٍ بالغ، وجمهراته ثابتة العدد أو تتزايد عددًا في ناميبيا وبوتسوانا وزمبابوي وجنوب أفريقيا ومالاوي وكينيا وتنزانيا.
لكن أعداد العلند العالمية تتناقصُ ببطءٍ لأسبابٍ منها تدمير البيئة والتمدّد العمراني الإنساني وصيده سعيًا وراء لحمه الفاخر، ومن السهل الاقتراب منه وقتله لسلوكه المسالم وقلّة نشاطه معظم الوقت، ونتيجةً لهذا فقد سبق وأن انقرضَ العلند المألوف من دولتي إسواتيني وزمبابوي، لكن أعيدَ توطينه في هاتين الدولتين لاحقًا.

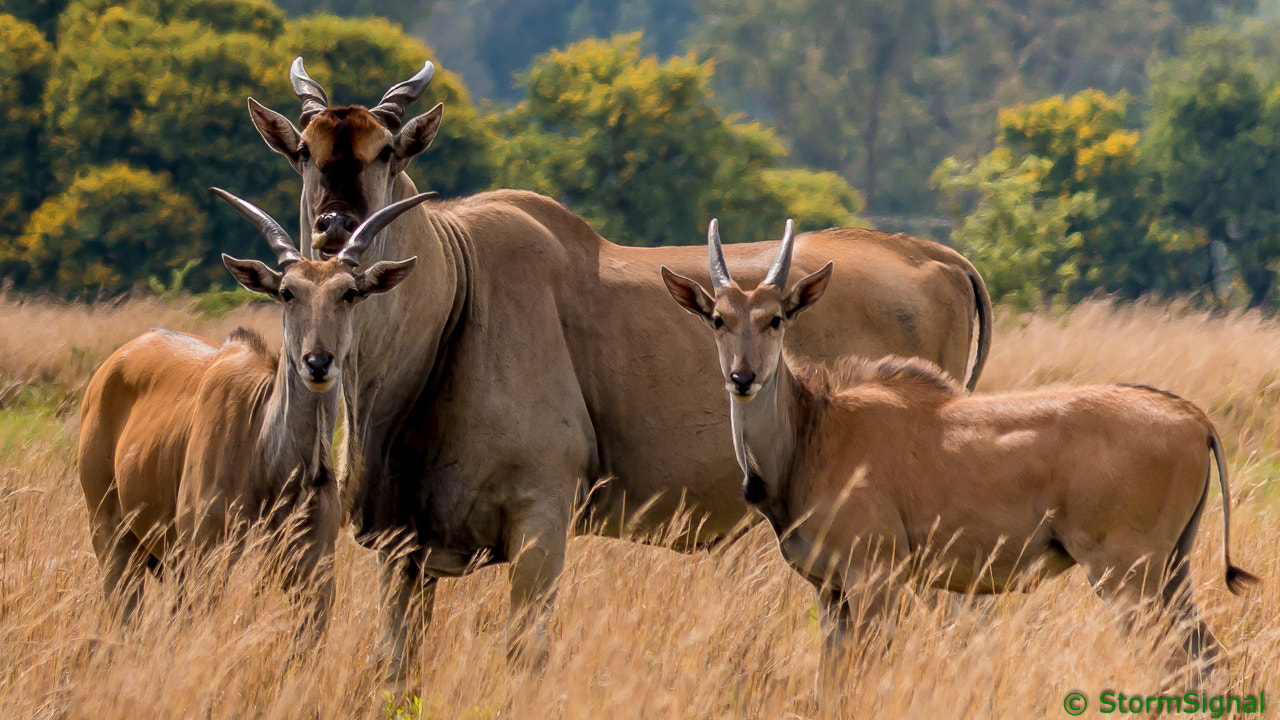
مزرعة علند في ناميبيا.

يُقدِّر الاتحاد الدولي لحفظ الطبيعة أن نحو نصف تعداد العلند يعيش ضمن محميات طبيعية، وأن نحو 30% منه يسكن أراضٍ خاصّة الملكية. ومن كبرى المحميات التي تسكنها جمهرات ضخمةٌ من العلند: متنزه أومو الوطني (في إثيوبيا)، ومتنزهّات السرنغيتي ورواها وسولوس كيلومبيرو الوطنية (في تنزانيا)، وحديقة كافوي الوطنية (في زامبيا)، ومتنزه نيكيا الوطني (في مالاوي)، ومتنزه إيتوشا الوطني (في ناميبيا)، ومتنزّه كغالاغادي (في بوتسوانا وجنوب أفريقيا) ومتنزه أوكهالامبا-دراكنزبرغ (في جنوب أفريقيا)، ويظهر أن معظم هذه الجمهرات ثابتة العدد. وتسكن أعدادٌ كبيرة من العلند المألوف حاليًا في أراضٍ خاصة الملكية، خصوصًا في ناميبيا وزمبابوي وجنوب أفريقيا، مما يدلُّ على مكانته العالية كحيوان مهم، كما استُئْنِسَ العلند في بلدان شتى.

### الاستئناس

العلند على شارة مدينة غروتفونتاين في ناميبيا.

العلند المألوف ناعم الطباع، وقد استئنسه الإنسان للحمه وحليبه في دولتي روسيا وجنوب أفريقيا. فحاجة العلند للماء قليلةٌ جدًا بفضل نسبة اليوريا المرتفعة في بوله، لكنه يحتاج إلى مراعٍ شاسعة وملحٍ يلعقه للتغذية وكميات معتبرةٍ من الأطعمة الثانوية، مثل الذرة والذرة البيضاء والبطيخ والفاصولياء، ممَّا يرفع تكلفة العناية به. وقد تُنْتِجُ الأنثى سبعة كيلوغراماتٍ من الحليب يوميًا، وله طعمٌ حلو ونسبة من الدهون أعلى من حليب البقر تتراوح بين 11 إلى 17%، ويصلح تخزينه لنحو ثمانية شهورٍ على عكس حليب البقر الذي يفسدُ خلال أيام.
تشييد مزارع العلند صعبٌ جدًا بسبب قدرة هذه الحيوانات على القفز لارتفاعاتٍ هائلة، فقد تجتازُ سورًا ارتفاعه ثلاثة أمتار أو تخرقه بجسدها القويّ الضخم. ويحدث أحيانًا أن يدخل العلند البري مزارع خاصَّة ويختلط بالعلند المستأنس. ويستطيع العلند البري التكاثر في الأسر، لكن من النادر أن يعيش عجوله حتى البلوغ حينئذٍ، وقد تزيد فرص الصغار بالبقاء على قيد الحياة لو فُصِلُوا عن أمهاتهم لتغذيتهم ومراقبة حالتهم الصحية. وتربية هذه الحيوانات عالية المتطلّبات بسبب سهولة إفزاعها وحاجتها لمساحات ضخمة للرعي.

### باللغة الإنجليزيَّة
1. 1 2  Don E. Wilson; DeeAnn Reeder, eds. (2005). Mammal Species of the World: A Taxonomic and Geographic Reference (بالإنجليزية) (3rd ed.). Baltimore: Johns Hopkins University Press. ISBN:978-0-8018-8221-0. LCCN:2005001870. OCLC:57557352. OL:3392515M. QID:Q1538807.
2. 1 2  Harris، H (30 أبريل 2010). "Husbandry Guidelines For The Common Eland" (PDF). مؤرشف من الأصل (PDF) في 2012-04-17. اطلع عليه بتاريخ 2012-04-14.
3. ↑  Kingdon، J (1997). The Kingdon Field Guide to African Mammals. دار نشر جامعة برنستون. ISBN:978-0-691-11692-1.
4. 1 2 3 4 5 6 7 8 9 10 11 12 13 14 15 16 17
5. 1 2  "Animal Bytes – Common Eland". Seaworld.org. مؤرشف من الأصل في 2012-06-19. اطلع عليه بتاريخ 2012-04-08.
6. 1 2  Estes، RD (1999). "Bushbuck Tribe". The Safari Companion: A Guide to Watching African Mammals, Including Hoofed Mammals, Carnivores, and Primates. Chelsea Green Publishing. ص. 154. ISBN:978-0-9583223-3-1.
7. ↑  Carnaby T (2008). Beat About the Bush: Mammals. Jacana Media. ص. 172. ISBN:978-1-77009-240-2.
8. ↑  Groves، CP؛ Grubb P (2011). "Artiodactyla". Ungulate Taxonomy. Maryland: دار نشر جامعة جونز هوبكينز. ص. 142. ISBN:978-1-4214-0093-8.
9. ↑  Jorge، W.؛ Butler, S.؛ Benirschke, K. (1 يناير 1976). "Studies on a male eland x kudu hybrid". Reproduction. ج. 46 ع. 1: 13–16. DOI:10.1530/jrf.0.0460013. PMID:944778.
10. ↑  Lorenzen، Eline D.؛ Masembe, Charles؛ Arctander, Peter؛ Siegismund, Hans R. (1 مارس 2010). "A long-standing Pleistocene refugium in southern Africa and a mosaic of refugia in East Africa: insights from mtDNA and the common eland antelope". Journal of Biogeography. ج. 37 ع. 3: 571–581. DOI:10.1111/j.1365-2699.2009.02207.x. S2CID:85986567.
11. ↑  Eline D. Lorezen، Eline D.؛ Charles Masembe؛ Peter Arctander؛ Hans R. Siegismund (2010). "A long-standing Pleistocene refugium in southern Africa and a mosaic of refugia in East Africa: insights from mtDNA and the common eland antelope". Journal of Biogeography. ج. 37 ع. 3: 571–581. DOI:10.1111/j.1365-2699.2009.02207.x. S2CID:85986567.
12. 1 2 3 4  "The Living Africa: Wildlife – Bovid Family – Common Eland". Library.thinkquest.org. مؤرشف من الأصل في 2012-02-17. اطلع عليه بتاريخ 2012-04-09.
13. 1 2 3 4 5  "Taurotragus Oryx:Information". University of Michigan Museum of Zoology. Animal Diversity Web. مؤرشف من الأصل في 2014-10-18.
14. ↑  "Wild Animals of Africa-Common eland". Wackywildlifewonders.com. مؤرشف من الأصل في 2011-01-06. اطلع عليه بتاريخ 2011-01-05.
15. 1 2  Burton، RM (2002). "Eland". International wildlife encyclopedia (ط. 3rd). New York: مارشيل كافيندش. ص. 757–9. ISBN:978-0-7614-7266-7.
16. 1 2  Rafferty، John P.، المحرر (2010). "Elands, Antelopes". Grazers (ط. 1st). New York, NY: Britannica Educational Pub. ص. 77–8. ISBN:978-1-61530-465-3.
17. 1 2 3  Finch، Va (1 يونيو 1972). "Thermoregulation and heat balance of the East African eland and hartebeest". American Journal of Physiology. Legacy Content. ج. 222 ع. 6: 1374–1379. DOI:10.1152/ajplegacy.1972.222.6.1374. ISSN:0002-9513. PMID:5030193. مؤرشف من الأصل في 2022-11-30.
18. ↑  Taylor، Cr (1 يوليو 1969). "Metabolism, respiratory changes, and water balance of an antelope, the eland". American Journal of Physiology. Legacy Content. ج. 217 ع. 1: 317–320. DOI:10.1152/ajplegacy.1969.217.1.317. ISSN:0002-9513. PMID:5785895. مؤرشف من الأصل في 2022-11-30.
19. 1 2  Bro-Jørgensen, Jakob (Dec 2016). "Evolution of the ungulate dewlap: thermoregulation rather than sexual selection or predator deterrence?". Frontiers in Zoology (بالإنجليزية). 13 (1): 33. DOI:10.1186/s12983-016-0165-x. ISSN:1742-9994. PMC:4949748. PMID:27437025.
20. 1 2  "Taurotragus oryx (Common eland)-Ontogeny and Reproduction". Ultimateungulate.com. مؤرشف من الأصل في 2011-01-09. اطلع عليه بتاريخ 2011-01-05.
21. ↑  Dolly، Stephanie L.؛ Stephen Shurter. "Common Eland" (PDF). مؤرشف من الأصل (PDF) في 2024-02-22.
22. 1 2 3
23. ↑  East، compiled by R. (1990). "Common Eland (Tragelaphus oryx)" (PDF). West and Central Africa. Gland: IUCN. ص. 131. ISBN:978-2-8317-0016-8.
24. ↑  "Ecology and conservation of the eland". Seaworld.org. مؤرشف من الأصل في 2012-06-19. اطلع عليه بتاريخ 2011-01-05.
25. ↑  East، Rod، المحرر (1999). "Common Eland (Conservation status)". African antelope database 1998. Gland, Switzerland: The IUCN Species Survival Commission. ص. 139. ISBN:978-2-8317-0477-7.

### باللغة العربيَّة
1. ↑  منير البعلبكي؛ رمزي البعلبكي (2013). المورد الحديث: قاموس إنكليزي عربي (بالعربية والإنجليزية) (ط. 5). بيروت: دار العلم للملايين. ص. 387. ISBN:978-9953-63-660-3. OCLC:904186519. QID:Q122157447.